# 南種子町コミュニティバス
南種子町コミュニティバス（みなみたねちょうコミュニティバス）は、鹿児島県南種子町で運行されている、コミュニティバスである。車両は2台保有しており、種子島・屋久島交通に運行委託で運営されている。

## 概要
町内では2004年から参入した大和バスが路線バスを運行しているが、専門家を交えた「南種子町地域公共交通活性化再生協議会」において協議が行われ、通院や買い物、温泉施設などの日常生活に必要な行動をの支援のため、ならびに町内にあった南種子高校が中種子町にある種子島中央高校に統合されるのに伴ってスクールバスによる高校生の通学・下校のため、2010年4月より、南種子町コミュニティバスの運行が開始された。
路線は、町内の巡回を目的とした町内路線として、平山線、茎永線、島間線、西之線の４路線が運行されており、種子島中央高校への通学を目的とするスクールバス路線として中央高校線の１路線が運行されている。町内路線の運行本数は、平日各路線１往復の各２便（4路線合計で8便）で、土日は運行していない。。中央高校線は平日3往復6便、土日は2往復4便を運行している。

## 料金など
- 町内路線の運賃は全区間片道100円に統一されている[2]。
- 70歳以上の高齢者、生活保護者、身体障害者、知的障害者、精神障害者回復者については、事前に役場に申請を行なうことで無料券が発行される[2][4]。有効期間は3年間で以後更新が必要[4]。
- 幼児・未就学児は、保護者同乗であれば無料となる[2]。
- 満65歳以上で自動車運転免許証の自主返納者は証明書の提示で無料となる[2][4]。
- 中央高校線は在校生用の路線で、原則として通年での継続利用が求められる（4～6月の間は変更可能）。運賃は月単位で2,600円（但し利用者数に応じて変動する）[3]。

## 運行路線

### 町内路線
平日に1往復2便が運転されている。各便の起点、主な停留所、終点は下記の通り。
- 平山線[2]

(往路起点) 浜田入口 - 平山小前 - 新上里 - 上里 - 公立病院前 - Aコープ前 - 上野公民館前 - 役場 - 本町 - 河内温泉 (復路起点)
- 茎永線[2]

(往路起点) Aコープ前 - 上野公民館前 - 役場 - 本町 - 茎永 - 宇宙センター - 西之本村 - 田代入口 - 役場 - 上野公民館前 - Aコープ前 - 公立病院前 - 河内温泉 (復路起点)
- 西之線[2]

(往路起点) 役場 - 西之 - 崎原 - 門倉岬 - 崎原 - 大川 - 役場 - 本町 - 公立病院前 - 河内温泉 (終点)
(複路起点) 河内温泉 - 公立病院前 - 本町 - 役場 - 西之 - 崎原 - 門倉岬 - 崎原 - 大川 (終点)
- 島間線[2]

(往路起点) 牛野 - 島間 - 島間小学校前 - 向方 - 小平山 - 長谷 - 公立病院前 - Aコープ前 - 上野公民館前 - 役場 - 本町 - 河内温泉 (復路起点)

### 中央高校路線
平日に3往復6便、土日に2往復4便運転されている。起点、主な停留所、終点は下記の通り。
- 中央高校線[3]

(往路起点) 旧南種子高校前 - 本町 - 公立種子島病院 - 長谷 - 種子島中央高校 (復路起点)

## 車両
車両は2台で運行されており、役場隣の上中車庫に配備されている。2台とも同一車種で、いすゞエルガミオPDG-LR234J29のワンステップカーを使用している。

## 利用状況
2016年時点の運用状況は、原則としてスクールバスとしての運用を主として、空き時間を利用してコミュニティバスとして運行する形態がとられている。町議会でも路線拡充や便数増加の検討がされたものの、運用バスの増加による費用負担が大きいとして実現しておらず、町では小型バスを利用したコミュニティバスやオンデマンドバスでの検討を実施している。スクールバスとしての中央高校線には南種子町から平成28年度で443万円の助成金があてがわれている。利用者数の統計は不明。